# Диспансер
Диспансерът (фр. dispensaire, от лат. dispenso – разпределям) е специализирано лечебно-профилактично медицинско учреждение, което оказва медицински услуги на дадени групи от населението и осъществява систематично наблюдение на състоянието на тяхното здраве. Към диспансерите се насочват и водени на отчет („диспансеризирани“) болни в ранните стадии на дадено хронично или тежко заболяване; диспансерите също така провеждат систематично акции на масова профилактика с целеви прегледи сред населението.
В диспансера се прави отчет на нуждаещите се от лечение на дадено заболяване (или група от заболявания), като специалисти оказват внимателна и квалифицирана диагностика, лечение и профилактика на усложненията за дадено заболяване. Диспансерът може да провежда и програми за изучаване на факторите, които допринасят за дадено заболяване, като например условията на бита и труда на пациентите. Диспансерите сътрудничат със санитарно-епидемиологичните институции за премахване на факторите, които вредят на здравето на диспансеризираните пациенти и хората около тях (членовете на семейството и колегите на работа).
Терминът „диспансер“ се използва предимно в страните от бившия Източен блок в Централна и Източна Европа и в Русия, където централизираното здравеопазване от страна на държавната власт по време на т.нар. социалистически период през XX век позволява систематичното наблюдение и лечение на групи от пациенти. Примери за популярни разновидности на диспансера включват тези за белодробни и психиатрични заболявания и за диабет.